# Хигураши: Када цврчци вриште
Хигураши: када цврчци вриште (транслит.) је серија јапанских визуелних романа жанра криминалистичке фантастике, касније адаптираних у неколико аудио драма, романа, манги, аниме серија, ОВА, и играних филмова.

## Радња
Без обзира на облик приказивања, све се ово дешава у измишљеном јапанском селу Хинамизави и то у јуну 1983. године. Нов дечак, Кеичи Маебара, доселио се у село, где упознаје и остале ликове: Мион Сонозаки и њену сестру, Шион Сонозаки, Рену Рјугу, Сатоко Хуџо и Рику Фуруде. Сама прича дели се на више делова. Живот у селу изгледа да тече уобичајеним током све до фестивала Ватанагаши. Сваке године, укључујући и те, једна особа нестане, а друга буде убијена. У ово ће евентуално бити укључени Кеичи и његове пријатељице, мада сазнавање ко стоји иза тога неће бити лако. А испоставиће се да и његове пријатељице нису како се чине.

## Белешке
1. ↑  Не постоји званичан превод наслова на српски.